# 지쿠히선
지쿠히선(일본어: 筑肥線)은 후쿠오카현 후쿠오카시 니시구의 메이노하마역에서 사가현 가라쓰시의 가라쓰역까지, 가라쓰 시의 야마모토역에서 사가 현 이마리시의 이마리역까지를 묶는 큐슈여객철도(JR 큐슈)의 철도 노선이다.

## 개요
이전에는 후쿠오카(하카타역)-이마리간을 직통하는 한 개의 노선이었지만, 1983년의 부분 전철화에 수반해 일부 구간의 폐지나 경로 변경이 생겨 가라쓰역-야마모토역간에서 분단된 노선이 되었다. 현재의 지쿠히 선은 가라쓰 선을 개입시키고 있다.
이마리역에서는 이전에는 국철 마쓰우라 선과 접속되어, 하카타 역-나가사키역간을 묶은 급행 「히라도」 등, 지쿠히 선과 마쓰우라 선을 직통 운전하는 열차도 있었지만, 1988년에 마쓰우라 선이 제 3 섹터인 마쓰우라 철도로 전환된 것에 의해 직통 운전은 없어졌고, 2002년에는 이마리 역의 역사 개축에 의해서 선로도 분단되었다.
메이노하마역-가라쓰 역간은 후쿠오카시・가라쓰시 쌍방의 통근・통학 노선이 되고 있어 후쿠오카 시 교통국 지하철 공항선과 상호 직통 운전을 실시하기 위해, 규슈 지방의 국철(현재의 JR 큐슈)의 노선으로서는, 산요 본선의 간몬 철도 터널 구간에 이어 직류 전철화되었다. 동구간 및 동구간과 직통 운전을 하고 있는 가라쓰 선 가라쓰 역-니시카라쓰역간은, JR 큐슈내에서는 유일하게 직류 전용 전동차가 운행되고 있다.
또, 메이노하마 역-가라쓰역간은 가라쓰 선 가라쓰 역-니시카라쓰 역간과 합해 교통카드 「SUGOCA」의 이용 구간에 포함되어 있어 상호 이용 가능한 「하야카켄」을 채용하고 있는 후쿠오카 시 지하철과 마찬가지로 이용 가능해지고 있다. SUGOCA・하야카켄 외에, 이것들과 상호 이용 가능한 nimoca・Suica・Kitaca・PASMO・manaca・TOICA・ICOCA・PiTaPa도 이용할 수 있다. 2011년 3월 5일에 SUGOCA와 TOICA・ICOCA의 상호 이용을 개시한 당초는 TOICA와 ICOCA가 이용 불가능했지만, 2013년 3월 23일의 교통카드 전국 상호 이용 개시에 수반해, 지쿠히 선의 SUGOCA를 도입하고 있는 모든 역에서 TOICA・ICOCA의 이용이 가능해졌다.

### 노선 정보
- 관할(사업 종별)：큐슈여객철도(제１종 철도 사업자)
- 노선 거리：전체 길이 68.3 km
  - 메이노하마-가라쓰간 42.6 km
  - 야마모토-이마리간 25.7 km
- 궤간：1067mm
- 역수：30(각 구간의 종점역 포함)
  - 지쿠히 선 소속역으로 한정했을 경우, 가라쓰역과 야마모토역(둘 다 가라쓰 선 소속[1] 이 제외되어 28개 역이 된다. 덧붙여 이마리역은 일찍이 마쓰우라 선소속[1] 이었지만, 동선의 마쓰우라 철도로의 전환에 수반해 지쿠히 선 소속으로 변경되었다.
- 복선 구간：메이노하마-지쿠젠마에바루간
- 전철화 구간：메이노하마-가라쓰간(직류 1,500V)
- 최고속도：85 km/h
- 폐색 방식
- 메이노하마-지쿠젠마에바루간：복선 자동 폐색식
- 지쿠젠마에바루간-가라쓰간：단선 자동 폐색식
- 야마모토-이마리간：특수 자동 폐색식(궤도 회로 검지식)

전구간이 본사 철도 사업 본부 직할이 되고 있다. 다만 메이노하마역 구내는 후쿠오카 시 교통국의 관할 구역으로 엄연히 분류되고 있다.

## 운형 형태

### 메이노하마-가라쓰

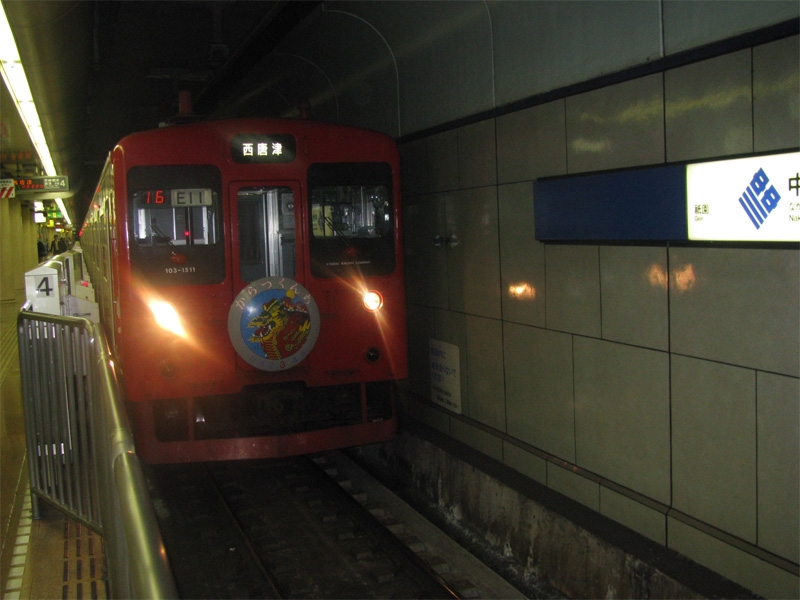
공항선 나카스카와바타 역에 정차한 103계 전동차

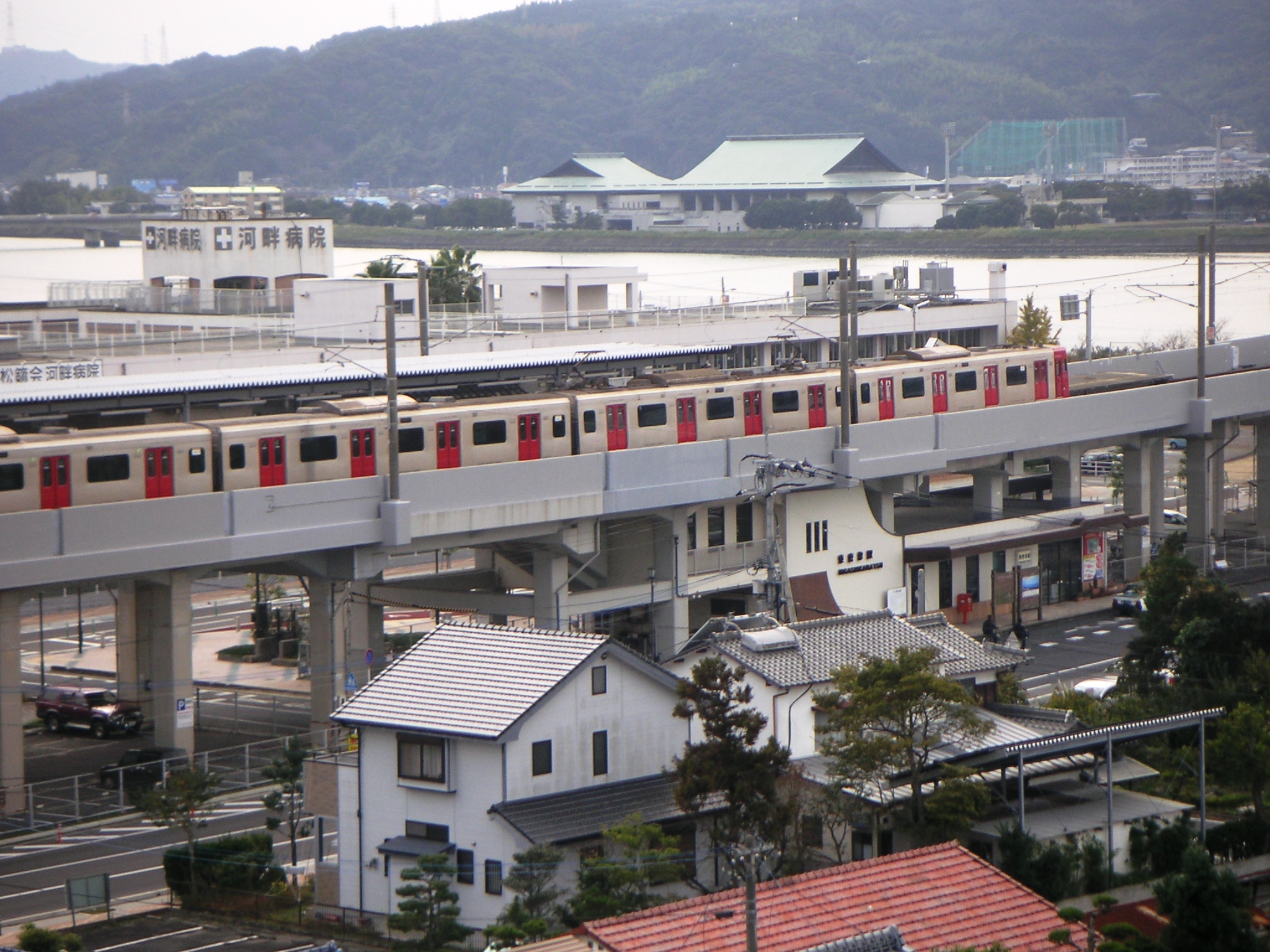
히가시카라쓰 역에 정차한 303계 전동차

후쿠오카 시 교통국 지하철 공항선과의 상호 직결 운행이 되는 후쿠오카 공항역-메이노하마-지쿠젠마에바루・지쿠젠후카에・가라쓰・니시카라쓰 간의 열차외, 지쿠젠마에바루-가라쓰・니시카라쓰 간의 구간 열차(3량 편성)도 운행되고 있다. 후쿠오카 시 교통국의 차량은 메이노하마-지쿠젠후카에 간에 운행된다. 2011년 현재, 메이노하마를 시발・종점으로 하는 지쿠히 선의 열차는 설정되지 않고, 지쿠젠마에바루 이동(以東)의 전열차가 지하철 공항선에 직통한다.
평일에는 1일 4 왕복, 토요일・휴일은 후쿠오카 공항-가라쓰・니시카라쓰 간에 1일 5 왕복의 쾌속 열차가 운행된다. 2003년 3월에 토요일・휴일만 쾌속이 신설된 당시는 가라쓰・니시카라쓰 간에 「가라쓰 라이너(からつライナー)」, 후쿠오카 공항행에 「후쿠오카 라이너(ふくおかライナー)」의 애칭이 있었지만, 2007년 3월의 개정으로 평일에도 쾌속의 운행이 개시된 것과 동시에 애칭은 폐지되었다. 평일은 지쿠젠마에바루-히가시카라쓰 간에서는 지쿠젠후카에・하마사키에만 정차, 지쿠젠마에바루 이동과 히가시카라쓰 이서에서는 각 역에 정차한다. 토요일・휴일은 메이노하마-히가시카라쓰 간에서 규다이갓켄토시・지쿠젠마에바루・지쿠젠후카에・하마사키에만 정차해, 그 이외의 구간은 각 역에 정차한다.
지쿠젠마에바루 이동(以東)은 낯 시간 15분 간격・출퇴근 시간 5-10분 간격, 이서(以西)는 낯 시간 20-40분 간격, 출퇴근 시간 10-20분 간격이다. 지쿠젠마에바루 이동으로 운행되는 열차는 모두 6량 편성이지만, 지쿠젠마에바루-가라쓰・니시카라쓰 간의 구간 열차는 3량 편성으로 운행되어 지쿠젠마에바루역에서 열차간 연결 또는 분리를 실시해 지쿠젠마에바루 이동이 6량 편성, 이서가 3량 편성이 되는 열차도 있다.
3량 편성의 열차는 지쿠젠마에바루 이서에서 원맨 운전이 되지만 차내에서의 운임 수수는 실시하지 않는다. 6량 편성의 열차는 후쿠오카 시 지하철선으로의 원맨 운전에 대응한 차량이어도 지쿠히 선내에서는 차장이 승무한다.
후쿠오카시 중심부-가라쓰간에서는, 고속버스 「가라쓰 호」에 비해 운임・빈도, 쾌속 열차 이외는 소요 시간도 열등해, 근년은 고속버스에 비해 열세하게 되어 있다.

### 야마모토-이마리
니시카라쓰・가라쓰-야마모토-이마리간의 열차가 낯 시간은 대체로 3시간에 1개, 아침·저녁 시간은 1시간에 1개의 간격으로 운행되고 있다. 원맨 운전을 실시하고 있어, 차내에서 정리권을 발행해 운임 수수를 실시한다. 차량은 기본적으로 키하 125형이 1량으로 운용되고 있지만, 키하 47형이 들어가기도 한다.
이전에는 쾌속 열차의 설정도 있었다(정차역은 가라쓰, 야마모토, 오카와노, 모모노카와, 이마리).

## 연선 풍경

### 메이노하마-지쿠젠마에바루
고가역의 메이노하마역을 발차하면 연선에 맨션이나 고층빌딩이 세워져 있지만, 곧바로 주택가로 변모한다. 왼쪽에 후쿠오카 시 지하철의 메이노하마 차량 기지를 보면서 고가를 내려와, 시모야마토역에 도착한다. 당분간 북측에는 송림(이키노마쓰바라)이 퍼진다. 이키노마쓰바라를 지나면 하카타 만이 보이며, 후쿠오카 시 도심부로부터 단속적으로 계속된 시가지를 빗나가 나가타레 산을 관통하는 나가타레 터널에 들어간다. 나가타레 터널을 통과하면, 후쿠오카 시 니시 구 내에서는 서부의 부차적 핵심 지역인 이마주쿠역에 도착한다. 이마주쿠를 발차하면 고가 구간에 들어가, 양측으로 이토 토지구획 정리 사업에 의해 정지 중의 광대한 토지의 모습을 볼 수 있다. 점차 주변에 빌딩이나 맨션이 증가해 고가 섬식 승강장 1면 2선의 규다이갓켄토시 역에 도착한다. 규다이갓켄토시를 나와 잠시 후에 구획 정리의 사업지 내를 빠지고, 오른쪽에 퍼지는 주택가를 보면서 고가선을 나와 스센지역에 도착한다. 스센지에서는 후쿠오카 마에바루 유료 도로의 고가를 확인할 수 있다. 스센지를 발차하자마자 이토시마시에 들어간다. 여전히 연선에는 주택가가 퍼지고 있지만, 서서히 논을 볼 수 있게 된다. 하타에역을 나오면 왼쪽에는 논이나 밭을 많이 볼 수 있지만, 지쿠젠마에바루의 앞까지 오면 시가지가 되어, 복선 구간의 종점이 되는 지쿠젠마에바루역에 도착한다. 후쿠오카 시 지하철 열차의 대부분이 여기서 회차한다.

### 지쿠젠마에바루-가라쓰
지쿠젠마에바루 인접역인 단식 1면 1선의 미사키가오카역 전후에서는 국도 202호와 병행하지만 곧 떨어지고, 섬식 1면 2선의 가후리역, 단식 1면 1선의 이키산역을 나오면, 광대한 전원 풍경이 출현한다. 전원 풍경을 앞질러가면, 후쿠오카 시 지하철 차량의 종점이 되는 지쿠젠후카에역에 도착한다. 지쿠젠후카에로부터, 대개 국도 202호와 병행하면서 오른쪽에 겐카이나다를 볼 수 있다. 또, 터널도 많다. 다이뉴, 후쿠요시, 시카카를 지나면 현 경계에 이르러, 사가현 가라쓰시에 들어가, 멀리 니지노마쓰바라를 확인할 수 있다. 니죠하마타마 도로의 교량과 병행하는 다마시마 천 교량을 건너면, 곧 국도 202호와 멀어지고 하마사키역에 도착한다. 하마사키를 나오자마자 1면 1선의 니지노마쓰바라역을 지나 가라쓰 시내의 고가 구간에 들어가, 가라쓰 시 거리에 가까워져 간다. 곧 고가 섬식 1면 2선의 히가시카라쓰역에 도착, 히가시카라쓰 주변에서는 신토 가라쓰 역 토지구획 정리 사업을 하고 있다. 히가시카라쓰의 바로 앞으로 장대한 마쓰우라 강 교량을 건넌다. 마쓰우라 강 교량에서는 멀리 가라쓰성이나 가라쓰 발전소의 굴뚝을 확인할 수 있다. 교량을 다 건너고, 주택지를 눈 아래에 보면서 와타다역에 도착한다. 와다타 역의 북측은 구릉의 주택지가 되어 있다. 와타다의 앞으로 가라쓰 선과 합류해 고가선을 간다. 오른쪽에 가라쓰 시의 중심부가 보여 곧 일부 열차의 종점이 되는 고가 섬식 2면 4선의 가라쓰역에 도착한다.

### 야마모토-이마리
야마모토역을 나오면 당분간 가라쓰 선과 병주 해, 가라쓰 선의 선로를 넘어 오른쪽에 커브한다. 병주 구간의 도중에 혼무타베역이 있지만, 지쿠히 선측에는 승강장이 없다. 혼무타베 역을 지나 잠시 후에 가라쓰 선과의 병주 구간이 끝나, 그 다음은 산간부를 주행한다. 사리 역을 지나면 이마리시에 들어간다. 그대로 산간부를 달리면 야마모토-이마리간에서 유일 열차 교환 가능한 역인 오카와노역이 있다. 그대로 당분간 진행해, 히젠나가노역을 지나 잠시 후에, 오른쪽으로 커브해 모모노카와역, 가나이시하라역, 가미이마리역을 지나서 이마리 시가지에 들어가면 종점인 이마리역에 도착한다. 현재는 이마리 역에서 선로는 중단되지만, 이전에는 마쓰우라 선과 선로가 연결되어 있어 1988년까지는 이마리 역을 통해서 지쿠히 선과 마쓰우라 선의 직통열차도 존재하고 있었다.

## 사용 차량
키하가 앞에 있는 것은 디젤 동차, 없는 것은 전동차이다.

### 현재의 차량

#### 큐슈여객철도
- 103계 1500번대
- 303계(둘 다 메이노하마~가라쓰간 운행)
- 305계
- 키하 47계
- 키하 125계(둘 다 야마모토~이마리간 운행)

#### 후쿠오카 시 교통국
- 메이노하마역 - 지쿠젠후카에역 구간을 운행한다.
- 1000계
- 2000계

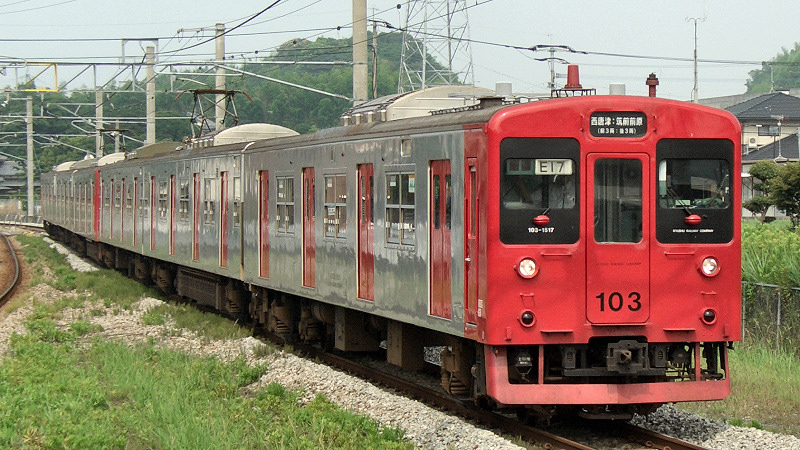
103계 1500번 편성
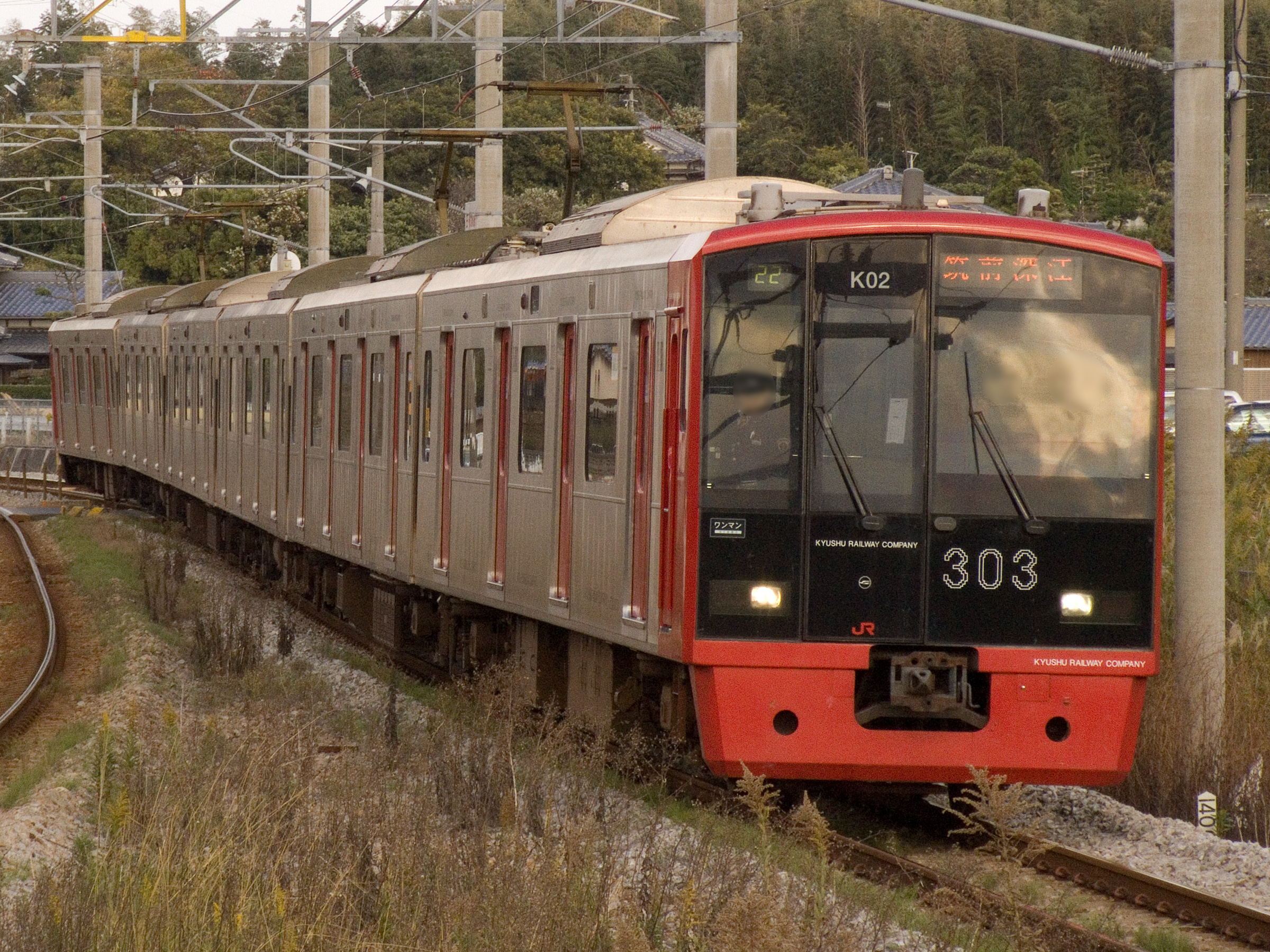
303계
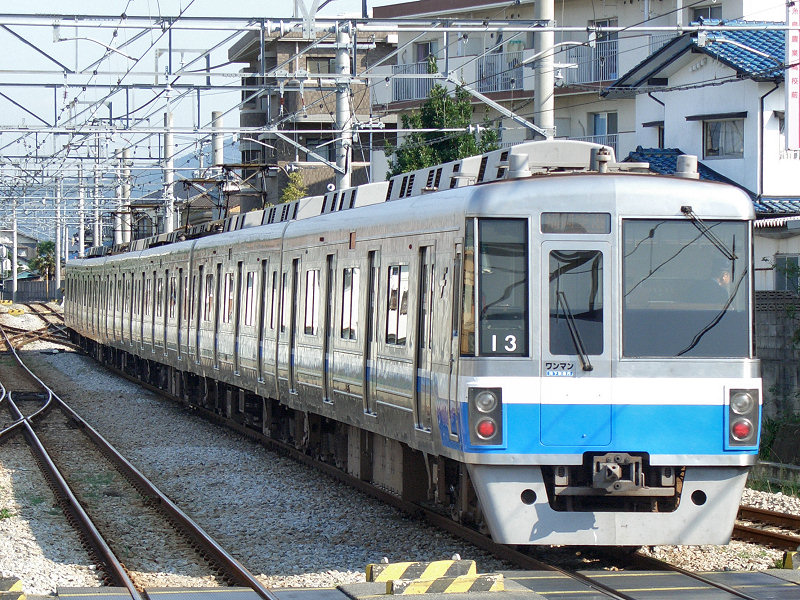
후쿠오카 지하철 1000계
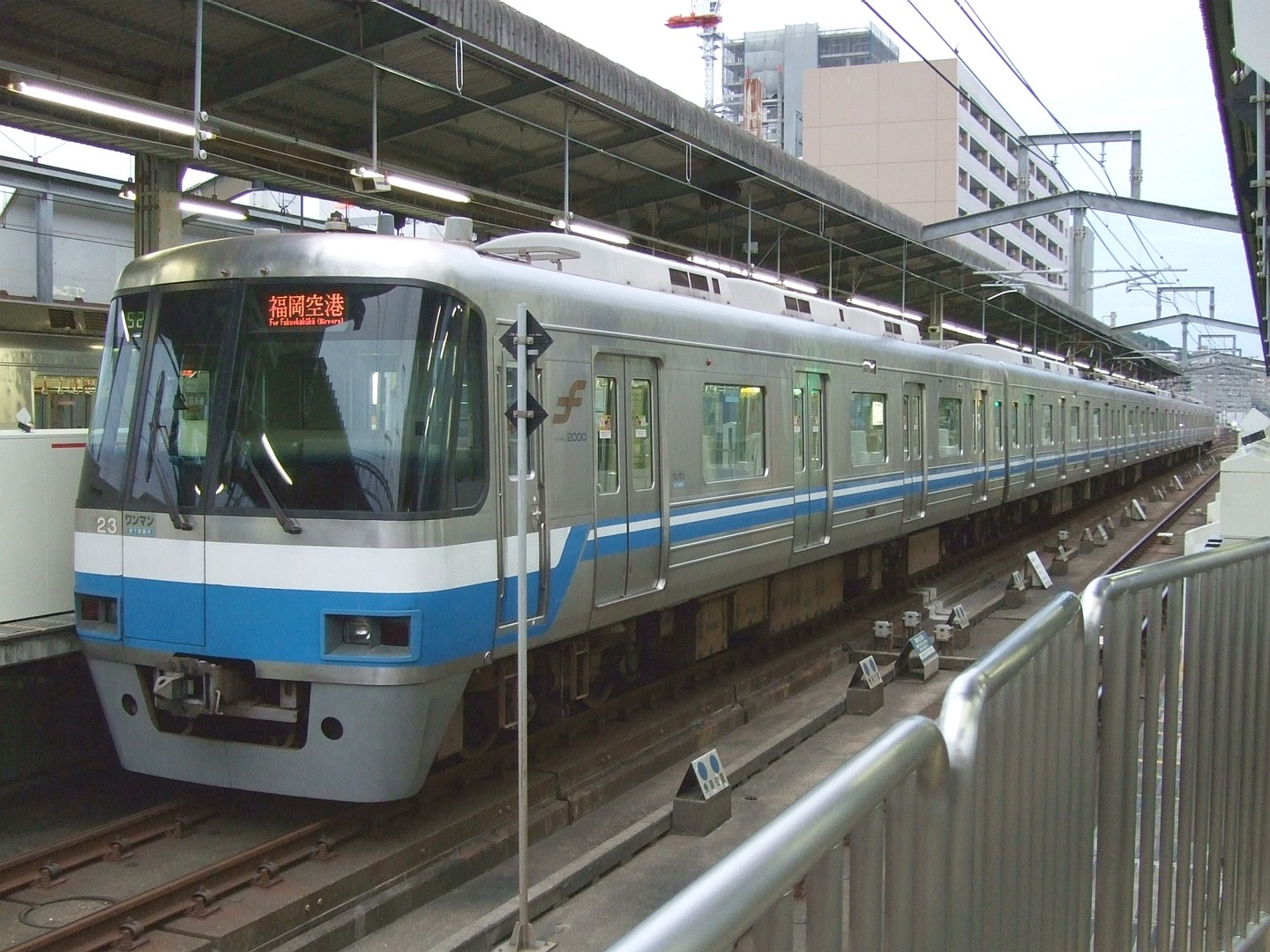
후쿠오카 지하철 2000계
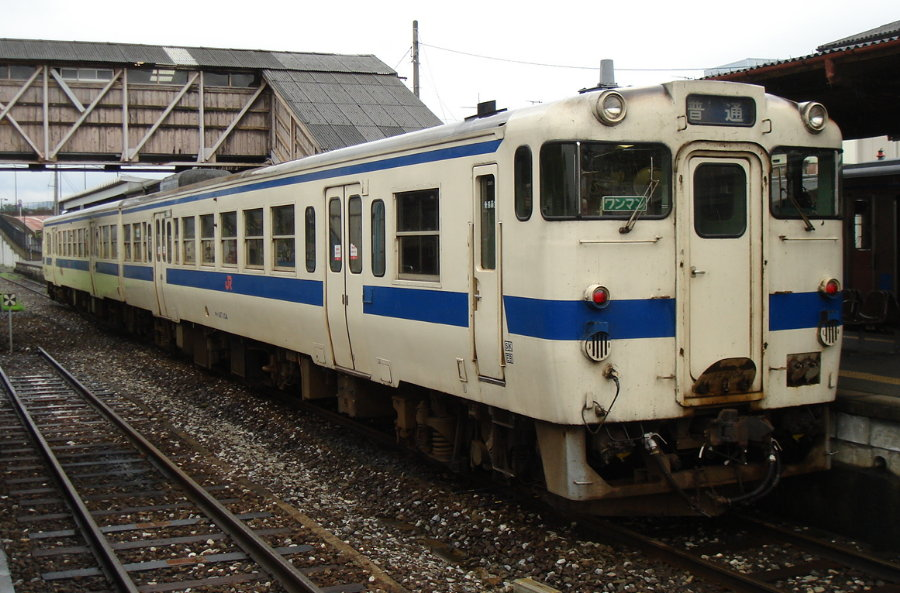
키하 40계
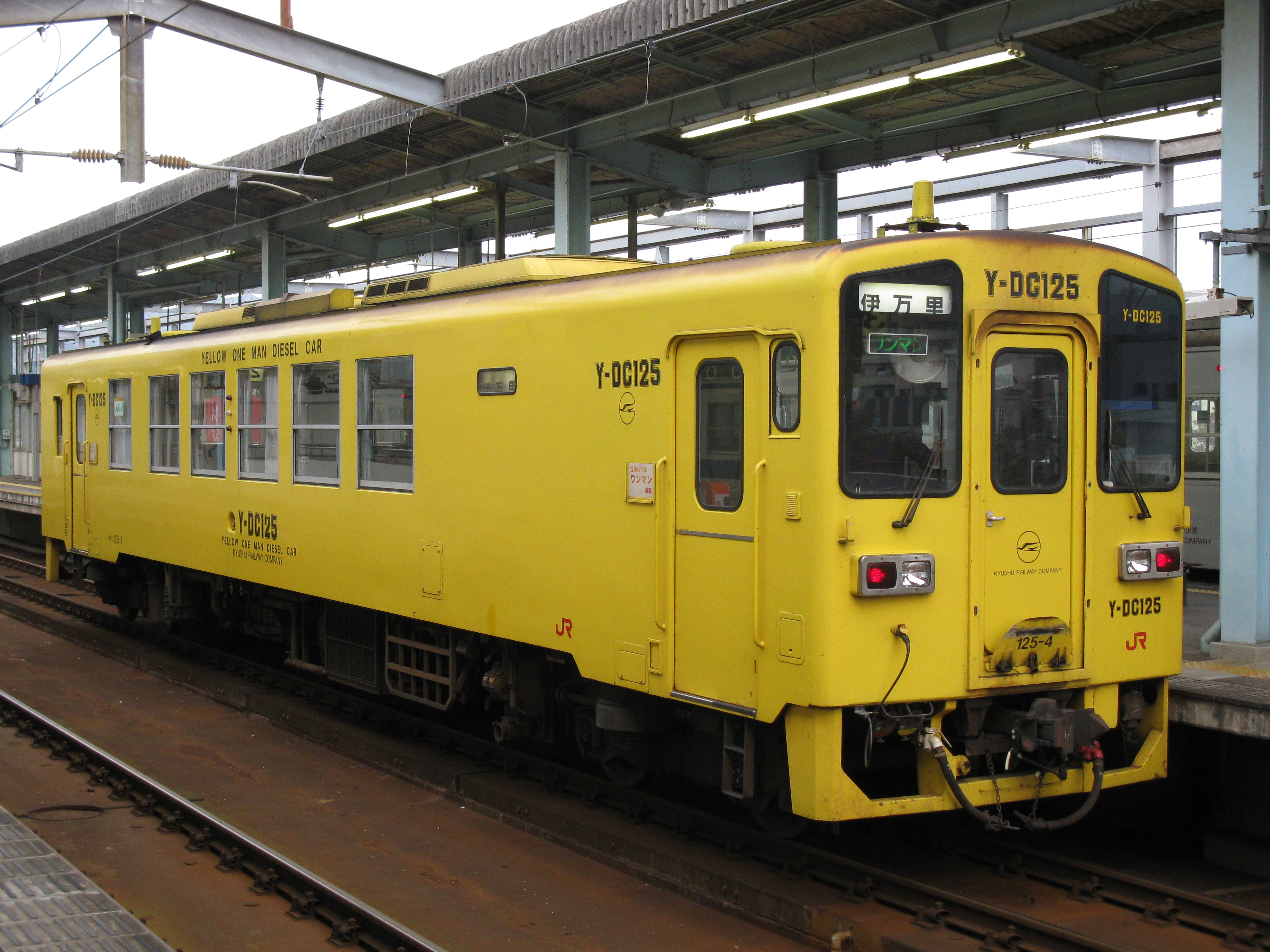
키하 125계

### 도입 예정 차량
2015년 2월에 신형 차량을 6개 편성・36량 투입할 예정이다. 이 차량은 후쿠오카 시 지하철에도 직통 운행할 예정이다.

### 과거의 차량
- C11형 증기기관차
- DE10형 디젤 기관차
- 키하 58계 동차
- 키하 10계 동차
- 키하 20계 동차
- 키하 55계 동차
- 키하 35계 동차
- 키하 40계 동차

## 역사
사철인 기타큐슈 철도가 하카타-이마리간에 부설한 노선(1935년 전노선 개통)이 시작으로, 1937년에 국유화되어 지쿠히 선이 된 것이다. 1983년까지 비전철화 된 로컬 노선이었지만, 동년 3월에 후쿠오카 시 지하철 공항선과 상호 직결 운행을 개시해, 지하철과 병행하는 하카타-메이노하마간의 폐지, 메이노하마-가라쓰・니시카라쓰간의 전철화, 가라쓰 부근에서 대규모로 선로가 이설되어(요부코 선으로서 건설한 고가를 유용)현재의 모습이 되었다.
- 1923년 12월 5일 기타큐슈 철도가 후쿠요시-하마사키간을 신규 개업, 후쿠요시・시카카・하마사키역을 신설
- 1924년(다이쇼 13년)
  - 4월 1일 마에바루-후쿠요시간을 연장 개업, 마에바루・가후리・지쿠젠후카에역을 신설
  - 5월 29일 이키산 정류장을 신설
  - 7월 7일 하마사키-니지노마쓰바라간을 연장 개업, 니지노마쓰바라역을 신설
- 1925년
  - 4월 15일 메이노하마-마에바루간을 연장 개업, 메이노하마・이마주쿠・스센지・다이뉴역을 신설
  - 6월 15일 신야나기 정-메이노하마 간을 연장 개업, 신야나기 정・도리카이・니시진 정 역을 신설. 니지노마쓰바라-히가시카라쓰 간을 연장 개업, 히가시카라쓰 역(초대)을 신설(현재의 히가시카라쓰 역과는 위치가 다르며, 마쓰우라 다리의 근처에 있었다)
  - 11월 20일 남 하카타-신야나기 정간을 연장 개업, 남 하카타 역을 신설
- 1926년
  - 7월 20일 후카에 해안 임시정류장을 신설
  - 10월 15일 남 하카타 분기점-하카타간을 연장 개업, 하카타역을 신설(일본국유철도 역으로서 개설), 남 하카타-남 하카타 분기점간의 여객 영업을 폐지, 남 하카타 역을 일반역에서 화물역으로 변경
- 1928년(쇼와 3년)
  - 6월 19일 이키산을 정류장에서 정거장으로 변경
  - 7월 1일 하타에역을 신설
  - 9월 11일 내연 동력 병용 인가(객차를 개조한 가솔린 엔진 기동차 투입을 계획하는 것도 좌절, 1930년부터 신조 기동차 6량을 도입)
- 1929년(쇼와 4년)
  - 4월 1일 히가시카라쓰-야마모토를 연장 개업(히가시카라쓰역에서 스위치 백을 해 야마모토역에서 가라쓰 선에 접속), 구리(초대)・야마모토 역을 신설(야마모토는 가라쓰 선의 역으로서 개설)
  - 11월 6일 남 하카타 분기점을 스미요시 신호소로 변경
- 1930년(쇼와 5년)
  - 3월 1일 가미쿠리 정류장을 신설
  - 11월 1일 나가타레 정류장을 신설
- 1931년 1월 16일 오자사 정류장・아타고 신사 앞 정류장・가미타카다 정류장・동 하마사키 정류장・가가미 정류장(초대)을 신설
- 1932년(쇼와 7년)
  - 8월 6일 아타고 신사 앞을 쇼로 개칭
  - 9월 1일 이토시마 중학(교) 앞 정류장을 신설
- 1933년 6월 19일 중유 동력 병용 인가(기동차에 디젤 엔진 도입. 동년부터 1936년까지 6량의 디젤카를 신제, 주력차가 된다. 디젤카 도입은 패전 전 사철에서는 이례적인 시도였다. 1935년 이후 제조된 4량에는 변소가 설치되었으며, 이것도 패전 전의 기동차로서는 극히 드문 예였다)
- 1935년 3월 1일 야마모토-이마리간을 연장 개업, 혼무타베 정류장・반즈이인 정류장・니시오치역・사리 온천 정류장・고마나키 정류장・오카와노역・히젠나가노역・마쓰우라 역・가나이시하라 정류장・가미이마리역・이마리역을 신설(이마리 역은 마쓰우라 선의 역으로서 개설)
- 1936년(쇼와 11년)
  - 1월 1일 히라오 정류장을 신설
  - 날짜 불명 사리 온천을 마쓰우라 온천으로 개칭
- 1937년 10월 1일 기타큐슈 철도를 매수・국유화 해 지쿠히 선(86.1 km)으로 한다. 후쿠오카미노시마 역을 지쿠젠미노시마 역, 신야나기 정역을 지쿠젠타카미야 역, 니시진 정역을 니시진 역, 쇼 역을 지쿠젠쇼 역, 메이노하마(姪ノ浜)역을 메이노하마역(姪浜駅), 이토시마 중학(교)앞역을 우라시 역, 마에바루 역을 지쿠젠마에바루역, 후카에 해안 임시정류장을 후카에하마 임시정거장, 니지노마쓰바라(虹の松原)역을 니지노마쓰바라역(虹ノ松原)에, 반즈이인 역을 히젠쿠보역, 마쓰우라 온천역을 사리 역(초대)에, 마쓰우라 역을 모모노카와역으로 각각 개칭. 나가타레 역, 남 하카타-스미요시 신호소간, (화물)남 하카타 역을 폐지
- 1941년 8월 10일 히라오・지쿠젠쇼・가미타카타・우라시・후카에하마・동 하마사키・가가미(초대)・혼무타베(초대)・사리(초대) 역을 폐지
- 1946년 6월 1일 사리 역(2대)을 신설
- 1950년 5월 20일 구리 역(초대)을 가가미 역(2대)으로, 가미쿠리 역을 구리 역(2대)으로 개칭
- 1962년 8월 1일 하카타-사세보간을 지쿠히 선・마쓰우라 선 히라도구치 역(현 마쓰우라 철도 니시큐슈 선 다비라히라도구치역) 경유로 운행하는 준급 열차 「구쥬쿠시마」를 신설
- 1963년
  - 6월 1일 준급 「구쥬쿠시마」를 나가사키역까지 연장(사세보-나가사키간은 오무라 선 경유)
  - 12월 1일 하카타역 이전에 의해 거리 개정(-0.7 km)
- 1966년(쇼와 41년)
  - 3월 5일 국철의 제도 개정에 의해 「구쥬쿠시마」가 급행열차로 승격
  - 3월 25일 하카타-사세보간을 지쿠히 선・마쓰우라 선 아리타역・사세보 선 경유로 운행하는 급행 「가라쓰」운행 개시(하카타 역-이마리 간은 「구쥬쿠시마」에 병결)
- 1967년 10월 1일 급행 「가라쓰」를 폐지
- 1968년 10월 1일 급행 「구쥬쿠시마」를 「히라도」(平戸)로 개칭
- 1983년 3월 22일 가고시마 본선의 관리에서 나가사키 선의 관리로 옮겨 기점을 이마리로 변경. 이마리-야마모토-가라쓰-메이노하마간(75.7 km.야마모토-가라쓰간(7.4 km)은 가라쓰 선과 겹침)이 된다.
  - 하카타-메이노하마간(11.7 km)을 폐지, 지쿠젠미노시마・지쿠젠타카미야・오자사・도리카이・니시진 역을 폐지
  - 니지노마쓰바라-야마모토간(10.4 km)을 폐지, 히가시카라쓰(초대)・가가미・구리 역을 폐지
  - 메이노하마-하마사키간의 화물 영업을 폐지
  - 가라쓰-니지노마쓰바라간(5.1 km)을 개업, 히가시카라쓰(2대)・와타다역을 신설
  - 가라쓰-메이노하마간을 전철화(직류 1500V), 후쿠오카 시 지하철과 상호 직통 운행 개시
  - 급행 「히라도」의 하카타-야마모토간을 폐지, 가라쓰역을 시발・종점으로 변경
- 1984년 2월 1일 가라쓰-하마사키간의 화물 영업을 폐지
- 1986년(쇼와 61년)
  - 7월 20일 메이노하마-시모야마토간을 복선화, 시모야마토역을 신설
  - 11월 1일 이마리-야마모토-가라쓰간의 화물 영업을 폐지
- 1987년 4월 1일 국철 분할 민영화에 따라 큐슈여객철도가 승계, 구간의 표시가 메이노하마-가라쓰간(42.6 km) 및 야마모토-이마리간(25.7 km)이 되어, 중첩 구간은 해소
- 1988년 4월 1일 급행 「히라도」를 폐지
- 1995년 10월 28일 미사키가오카역을 신설
- 1999년 12월 11일 이마주쿠-스센지간을 복선화
- 2000년 1월 22일 시모야마토-이마주쿠간・스센지-지쿠젠마에바루 간을 복선화
- 2003년 3월 15일 토요일・휴일에 쾌속 열차 「가라쓰 라이너」 「후쿠오카 라이너」를 설정(쾌속 구간은 메이노하마-가라쓰간)
- 2005년 9월 23일 규다이갓켄토시 역을 신설
- 2007년 3월 18일 평일에 쾌속 열차 설정(쾌속 구간은 지쿠젠마에바루-가라쓰간), 토요일・휴일 쾌속의 애칭 폐지
- 2010년 3월 13일 메이노하마-가라쓰간에 SUGOCA를 도입. 동시에 nimoca・하야카켄・Suica와의 상호 이용도 개시
- 2013년 3월 23일 ICOCA・TOICA・Kitaca・PASMO・manaca・PiTaPa 모두 상호 이용 개시
- 2014년 3월 15일 토요일・휴일의 쾌속을 규다이갓켄토시 역에 정차

## 역 목록

### 전철화된 구간(메이노하마~가라쓰)
- 하타에 역-지쿠젠마에바루 역간에 신역을 설치할 예정이다.[3]

| 역 이름        | 일본어 이름  | 영업 거리 (km) | 쾌속 | 접속 노선                                                          | 소재지          | 소재지                                   |
| -------------- | ------------ | -------------- | ---- | ------------------------------------------------------------------ | --------------- | ---------------------------------------- |
| 메이노하마     | 姪浜         | 0.0            | ●    | 후쿠오카 시 교통국 지하철 공항선 (후쿠오카 공항역까지 직결 운행함) | 후쿠오카현      | 후쿠오카시 니시구                        |
| 시모야마토     | 下山門       | 1.6            | ○    |                                                                    | 후쿠오카현      | 후쿠오카시 니시구                        |
| 이마주쿠       | 今宿         | 5.2            | ○    |                                                                    | 후쿠오카현      | 후쿠오카시 니시구                        |
| 규다이갓켄토시 | 九大学研都市 | 6.8            | ○    |                                                                    | 후쿠오카현      | 후쿠오카시 니시구                        |
| 스센지         | 周船寺       | 8.1            | ○    |                                                                    | 후쿠오카현      | 후쿠오카시 니시구                        |
| 하타에         | 波多江       | 10.1           | ○    | 이토시마시                                                         | 후쿠오카현      |                                          |
| 지쿠젠마에바루 | 筑前前原     | 12.7           | ●    | 이토시마시                                                         | 후쿠오카현      |                                          |
| 미사키가오카   | 美咲が丘     | 14.3           | │    | 이토시마시                                                         | 후쿠오카현      |                                          |
| 가후리         | 加布里       | 15.4           | │    | 이토시마시                                                         | 후쿠오카현      |                                          |
| 이키산         | 一貴山       | 16.7           | │    | 이토시마시                                                         | 후쿠오카현      |                                          |
| 지쿠젠후카에   | 筑前深江     | 20.1           | ●    | 이토시마시                                                         | 후쿠오카현      |                                          |
| 다이뉴         | 大入         | 23.3           | │    | 이토시마시                                                         | 후쿠오카현      |                                          |
| 후쿠요시       | 福吉         | 26.1           | │    | 이토시마시                                                         | 후쿠오카현      |                                          |
| 시카카         | 鹿家         | 30.2           | │    | 이토시마시                                                         | 후쿠오카현      |                                          |
| 하마사키       | 浜崎         | 35.4           | ●    | 사가현 가라쓰시                                                    | 사가현 가라쓰시 |                                          |
| 니지노마쓰바라 | 虹ノ松原     | 37.5           | │    | 사가현 가라쓰시                                                    | 사가현 가라쓰시 |                                          |
| 히가시카라쓰   | 東唐津       | 39.3           | ●    | 사가현 가라쓰시                                                    | 사가현 가라쓰시 |                                          |
| 와타다         | 和多田       | 40.9           | ●    | 사가현 가라쓰시                                                    | 사가현 가라쓰시 |                                          |
| 가라쓰         | 唐津         | 42.6           | ●    | 사가현 가라쓰시                                                    | 사가현 가라쓰시 | 가라쓰 선 (니시카라쓰역까지 직결 운행함) |

범례
- ●: 쾌속이 정차하는 철도역임.
- ○: 평일에만 쾌속이 정차하는 철도역임.
- │: 정차하지 않음.

### 전철화되지 않은 구간(야마모토~이마리)
| 역 이름      | 일본어 이름 | 영업 거리 (km) | 접속 노선                                 | 소재지 | 소재지                    |
| ------------ | ----------- | -------------- | ----------------------------------------- | ------ | ------------------------- |
| 야마모토     | 山本        | 0.0            | 가라쓰 선 (니시카라쓰 역까지 직결 운행함) | 사가현 | 가라쓰시                  |
| 히젠쿠보     | 肥前久保    | 5.1            |                                           | 사가현 | 가라쓰시                  |
| 니시오치     | 西相知      | 6.6            |                                           | 사가현 | 가라쓰시                  |
| 사리         | 佐里        | 8.2            |                                           | 사가현 | 가라쓰시                  |
| 고마나키     | 駒鳴        | 11.0           | 이마리시                                  | 사가현 |                           |
| 오카와노     | 大川野      | 12.9           | 이마리시                                  | 사가현 |                           |
| 히젠나가노   | 肥前長野    | 14.3           | 이마리시                                  | 사가현 |                           |
| 모모노카와   | 桃川        | 17.4           | 이마리시                                  | 사가현 |                           |
| 가나이시하라 | 金石原      | 19.7           | 이마리시                                  | 사가현 |                           |
| 가미이마리   | 上伊万里    | 24.1           | 이마리시                                  | 사가현 |                           |
| 이마리       | 伊万里      | 25.7           | 이마리시                                  | 사가현 | 마쓰우라 철도 니시큐슈 선 |

## 폐지 구간 역 목록
역명은 폐지 당시(1983년)의 역명이다.

### 하카타~메이노하마
괄호는 1941년 폐지된 역이다. 이 구간은 후쿠오카 시 교통국 지하철 공항선과의 중첩으로 폐지되었다. 덧붙여 폐지 구간 각 역 뿐만 아니라, 메이노하마・이마주쿠・스센지역도 특정도구 시내 제도의 「후쿠오카 시내」 구역에서 빗나가게 되었기 때문에, 지하철 등의 대체 교통기관의 운임도 아울러 부담이 늘어나게 되었다.
하카타역(산요 신칸센・가고시마 본선·서일본 철도 후쿠오카 시내선과 환승 가능)-지쿠젠미노시마 역-지쿠젠타카미야 역(덴진오무타 선 니시테쓰히라오역과 환승 가능)-(히라오 역)-오자사 역-도리카이 역-니시진 역-(지쿠젠쇼 역)-메이노하마역

### 니지노마쓰바라~야마모토
히가시카라쓰역은 현재의 역과는 달리 마쓰우라 강의 하구 부근에 있어, 스위치 백이 있었다.
니지노마쓰바라역 - 히가시카라쓰역 - 가가미 역 - 구리 역 - 야마모토역